# Ryttare i blått
Ryttare i blått är en svensk dramafilm från 1959 i regi av Arne Mattsson.

## Handling
När John Hillman är på uppdrag i London, har hans fru Kajsa åkt till Blå Stjärnans träff på arméns rid- och körskola vid Strömsholms slott. Freddy, paret Hillmans assistent, blir anlitad av änkan på Ribersviks slott i närheten att utreda ett mord. Slottsfrun säger att hon vid en bal på Strömsholm sett den så kallade "Blå ryttaren" ligga död i parken efter att ett skott hörts. Ryttaren är en ensling, en gammal officer vid namn Rutger von Schöffer, som varit inblandad i en skandal i trakten för många år sedan. Men när baldeltagare strömmar ut till mordplatsen ser de ryttaren sakta avlägsna sig på sin vita häst på avstånd. Ingen vill tro på mordet på den blå ryttaren.

## Om filmen
Som förlaga har filmen Folke Mellvigs roman Ryttare i blått som utgavs året efter filmen, 1960. Privatdetektiv John Hillmans roll är nedtonad i filmen eftersom han åtagit sig ett utlandsuppdrag. Filmen är en uppföljare till Damen i svart och Mannekäng i rött, och följdes av Vita frun och Den gula bilen.
Filmen hade premiär på biograf Astoria i Stockholm den 16 oktober 1959. Vid premiären anmärkte flera kritiker att filmen inte var mycket till thriller utan lät andra delar, som Nils Hallbergs komiska krumbukter eller Hilding Bladhs färgfoto ta överhanden.
Filmen har visats vid ett flertal tillfällen på TV4 och i SVT, bland annat 1990, 2000, 2010 och i november 2019.

## Rollista i urval
- Annalisa Ericson – Kajsa Hillman
- Nils Hallberg – Freddy Sjöström, hennes assistent
- Gunnel Broström – Elly Weinestam, godsägarinna på Ribersvik
- Bengt Brunskog – Douglas Weinestam, ryttmästare, hennes halvbror
- Björn Bjelfvenstam – Henrik Löwe, löjtnant
- Mona Malm – Kerstin Renman
- Gio Petré – Git Malmström, veterinärstuderande
- Lena Granhagen – Sonja Svensson
- Erik Hell – Kurt Forsberg, ryttmästare
- Lauritz Falk – Axel Weber, överstelöjtnant, chef för Strömsholm
- Karl-Arne Holmsten – John Hillman
- Kotti Chave – Sune Öhrgren, kriminalkommissarie
- Olof Huddén – Rutger von Schöffer, Blå ryttaren
- Björn Gustafson – poliskonstapel, "livvakt"
- Olle Grönstedt – bataljonens veterinär

## Filmmusik i urval
- An der schönen blauen Donau, kompositör Johann Strauss den yngre
- Annen-Polka, kompositör Johann Strauss den yngre
- Geschichten aus dem Wienerwald, kompositör Johann Strauss den yngre
- American Patrol, kompositör F W Meacham, svensk text 1954 av Karin Wollgast
- It's Up to You, kompositör Angy Palumbo
- New Century, kompositör Henry Steele
- La Traviata, kompositör Giuseppe Verdi
- Kavaljersvisa från Värmland
- I filmen ingår även ett pianostycke av Ludwig van Beethoven

## DVD
Filmen gavs ut på DVD 2009 och i samlingsboxarna 5 Hillmanklassiker 2003, Privatdetektiv Hillman box 2010 och Den stora Hillmanboxen 2018.